# ダルツェン縮合
ダルツェン縮合（—しゅくごう、Darzens condensation）とは、有機化学における化学反応の一種。α-ハロゲン化カルボン酸エステルとカルボニル化合物に塩基を作用させ、エポキシドを得る反応。ダルツェン反応とも呼ばれる。
ダルツェン縮合の途中の段階までは、アルドール縮合と同様である。まず、基質のエステルのα位から塩基がプロトンを引き抜き、生成するカルバニオンが基質 1 のカルボニル基を攻撃して炭素-炭素結合を形成する。そこから本反応では、発生したアルコキシドアニオンがハロゲン（図では塩素）と置き換わる分子内の SN2型求核置換反応により、エポキシド環を形成して 2 を与える。必要があれば、さらに酸または塩基で処理すると、エステルの加水分解、脱炭酸を経て 4 となる。
この反応は、G.ダルツェンが1904年に最初の報告を行った。